# Coupe du monde de combiné nordique 2009-2010
Navigation
2008–2009 2010–2011
| \| Kuusamo Lillehammer Harrachov Ramsau am Dachstein Oberhof Val di Fiemme Chaux-Neuve Schonach Seefeld in Tirol Lahti Oslo \| Les sites des compétitions |
| Kuusamo Lillehammer Harrachov Ramsau am Dachstein Oberhof Val di Fiemme Chaux-Neuve Schonach Seefeld in Tirol Lahti Oslo                                  |

La coupe du monde de combiné nordique 2009-2010 fut la 27e édition de la coupe du monde de combiné nordique, compétition de combiné nordique organisée annuellement. Elle s'est déroulée du 28 novembre 2009 au 14 mars 2010, entrecoupée par les Jeux olympiques de Vancouver entre le 12 et le 28 février 2010.

Cette coupe du monde débuta dans la station de Kuusamo, fit étape au cours de la saison en Allemagne (Oberhof et Schonach), en Autriche (Ramsau am Dachstein et Seefeld), en Finlande (Kuusamo et Lahti), en France (Chaux-Neuve), en Italie (Val di Fiemme) en Norvège (Lillehammer et Oslo), en République tchèque (Harrachov).

Elle fut remportée par le français Jason Lamy-Chappuis.

## Classement général

### Points attribués à chaque compétition
| Place | Points | Place | Points | Place | Points |
| ----- | ------ | ----- | ------ | ----- | ------ |
| 1er   | 100    | 11e   | 24     | 21e   | 10     |
| 2e    | 80     | 12e   | 22     | 22e   | 9      |
| 3e    | 60     | 13e   | 20     | 23e   | 8      |
| 4e    | 50     | 14e   | 18     | 24e   | 7      |
| 5e    | 45     | 15e   | 16     | 25e   | 6      |
| 6e    | 40     | 16e   | 15     | 26e   | 5      |
| 7e    | 36     | 17e   | 14     | 27e   | 4      |
| 8e    | 32     | 18e   | 13     | 28e   | 3      |
| 9e    | 29     | 19e   | 12     | 29e   | 2      |
| 10e   | 26     | 20e   | 11     | 30e   | 1      |

### Palmarès
Classement final individuel au lendemain des compétitions du 14 mars 2010.

Classement de la coupe des nations au 5 mars 2010.
| Rang | Nom                 | Points |
| ---- | ------------------- | ------ |
| 1    | Jason Lamy-Chappuis | 1155   |
| 2    | Felix Gottwald      | 879    |
| 3    | Magnus Moan         | 747    |
| 4    | Eric Frenzel        | 697    |
| 5    | Tino Edelmann       | 641    |
| 6    | Mario Stecher       | 635    |
| 7    | Pavel Churavý       | 512    |
| 8    | Hannu Manninen      | 474    |
| 9    | Johnny Spillane     | 465    |
| 10   | Björn Kircheisen    | 463    |

| Rang | Pays       | Victoire(s) / Podium(s) | Points |
| ---- | ---------- | ----------------------- | ------ |
| 1    | Autriche   | 2/8                     | 2799   |
| 2    | Allemagne  | 3/13                    | 2654   |
| 3    | France     | 5/9                     | 1657   |
| 4    | Norvège    | 3/7                     | 1568   |
| 5    | États-Unis | 2/4                     | 1202   |
| 6    | Finlande   | 2/5                     | 1053   |
| 7    | Tchéquie   | 0/1                     | 869    |
| 8    | Japon      | 0/1                     | 715    |
| 9    | Italie     | 0/3                     | 665    |
| 10   | Suisse     | 0/0                     | 627    |

## Épreuves individuelles
- L'athlète surligné en jaune est, au moment de la compétition, le meneur au classement de la Coupe du monde.

### Déroulement de la saison

#### Première étape à Kuusamo

##### Gundersen – HS142 /10kmKuusamo, 28 novembre 2009
| Rang | Nom                 | Temps   |
| ---- | ------------------- | ------- |
| 1    | Jason Lamy-Chappuis | 27:05.0 |
| 2    | Hannu Manninen      | 27:13.1 |
| 3    | Eric Frenzel        | 27:15.6 |
|      |                     |         |
| 5    | Anssi Koivuranta    | 27:20.6 |

Le premier week-end de la Coupe du monde se déroule en Finlande à Kuusamo. Le Finlandais Hannu Manninen (quadruple vainqueur de la Coupe du monde) annonce son retour en compétition en vue des Jeux olympiques de Vancouver en février 2010. Deux épreuves sont organisées à ce rendez-vous finlandais. Dans la première, le Français Jason Lamy-Chappuis s'impose grâce à un bon saut et une avance qu'il conserve lors du ski de fond, devant Manninen et l'Allemand Eric Frenzel ; il s'agit de la sixième victoire du Français dans sa carrière. 

##### Gundersen – HS142 /10kmKuusamo, 29 novembre 2009
| Rang | Nom                 | Temps   |
| ---- | ------------------- | ------- |
| 1    | Hannu Manninen      | 25:33.7 |
| 2    | Tino Edelmann       | 25:34.9 |
| 3    | Eric Frenzel        | 25:37.3 |
|      |                     |         |
| 5    | Jason Lamy-Chappuis | 26:05.7 |

Au second jour de compétition, Manninen confirme son retour au plus haut niveau, après une seconde place le samedi, c'est une victoire (sa 46e dans sa carrière) qu'il décroche le dimanche devant les Allemands Tino Edelmann et Frenzel. Le Finlandais prend la tête du classement général devant Lamy-Chappuis, cependant le Finlandais est absent en décembre pour terminer son cursus pour devenir pilote d'avion professionnel et fera son retour en janvier.

#### Deuxième étape à Lillehammer
La seconde étape, initialement prévue à Trondheim en Norvège, est déplacée à Lillehammer après la fermeture du tremplin pour problèmes techniques.

##### Gundersen – HS140 /10kmLillehammer, 5 décembre 2009
| Rang | Nom                 | Temps   |
| ---- | ------------------- | ------- |
| 1    | Jason Lamy-Chappuis | 24:25.9 |
| 2    | Petter Tande        | 24:26.0 |
| 3    | Eric Frenzel        | 24:27.4 |
|      |                     |         |
|      | Hannu Manninen      |         |

Le Français Jason Lamy-Chappuis a décroché au premier concours individuel de Lillehammer sa deuxième victoire de la saison devenant le Français le plus titré en Coupe du monde. Meneur après l'épreuve de saut, Lamy-Chappuis a devancé au sprint le Norvégien Petter Tande par 1/10 de seconde. L'Allemand Eric Frenzel a obtenu son troisième podium de la saison en terminant à la troisième position.
Lamy-Chappuis reprend la première place au classement général de la Coupe du monde. Le Finlandais Hannu Manninen, maillot jaune avant l'étape de Lillehammer, ne participe à aucune course du mois de décembre.

##### Gundersen – HS140 /10kmLillehammer, 6 décembre 2009
| Rang | Nom                 | Temps   |
| ---- | ------------------- | ------- |
| 1    | Tino Edelmann       | 23:14.3 |
| 2    | Anssi Koivuranta    | 23:16.5 |
| 3    | Jason Lamy-Chappuis | 23:16.6 |

Au deuxième concours individuel de l'étape de Lillehammer, l'Allemand Tino Edelmann remporte sa première victoire en Coupe du monde. Huitième après l'épreuve de saut, Edelmann a devancé à la ligne d'arrivée, le champion en titre de la Coupe du monde 2009, le Finlandais Anssi Koivuranta. Le Français Jason Lamy-Chappuis termine 1/10 de seconde derrière le Finlandais.
Avec un troisième podium en 4 courses, Lamy-Chappuis conserve le maillot jaune.

#### Troisième étape à Ramsau am Dachstein

##### Gundersen – HS98 /10kmRamsau am Dachstein, 18 décembre 2009
| Rang | Nom                 | Temps   |
| ---- | ------------------- | ------- |
| 1    | Jason Lamy-Chappuis | 22:03.6 |
| 2    | Felix Gottwald      | 22:06.3 |
| 3    | Magnus Moan         | 22:10.7 |

Le Français Jason Lamy-Chappuis, détenteur du maillot jaune, remporte sa troisième victoire en Coupe du monde cette saison au premier concours de Ramsau am Dachstein ainsi que son huitième succès sur le circuit mondial. Deuxième après les sauts, Lamy-Chappuis a devancé au fil d'arrivée le champion olympique, l'Autrichien Felix Gottwald. En troisième position, on retrouve le Norvégien Magnus Moan, 43e après l'épreuve de saut, il surmonte un déficit de 1 minute 4 secondes.

##### Gundersen – HS98 /10kmRamsau am Dachstein, 19 décembre 2009
| Rang | Nom                 | Temps   |
| ---- | ------------------- | ------- |
| 1    | Jason Lamy-Chappuis | 25:45.6 |
| 2    | Tino Edelmann       | 25:47.7 |
| 3    | Alessandro Pittin   | 25:49.3 |

Au deuxième concours de Ramsau am Dachstein, le Français Jason Lamy-Chappuis s'offre une seconde victoire de suite, une quatrième victoire depuis le début de la saison. Aux 6 premières épreuves de la Coupe du monde 2010, Lamy-Chappuis n'a été absent qu'une seule fois sur le podium et devient le favori pour les prochaines olympiades. Avec un saut de 94 m, le Français a réussi à bien se positionner pour le 10 km de ski de fond, il n'a été devancé que par l'Allemand Tino Edelmann et le Japonais Taihei Kato. La deuxième marche du podium est occupée par l'Allemand Tino Edelmann, qui termine 2,1 secondes derrière Lamy-Chappuis. L'italien Alessandro Pittin remporte la troisième position ainsi que son premier podium individuel en carrière en Coupe du monde.

##### Gundersen – HS98 /10kmRamsau am Dachstein, 20 décembre 2009
| Rang | Nom                 | Temps   |
| ---- | ------------------- | ------- |
| 1    | Björn Kircheisen    | 23:29.7 |
| 2    | Magnus Moan         | 23:30.1 |
| 3    | Felix Gottwald      | 23:30.4 |
|      |                     |         |
| 8    | Jason Lamy-Chappuis | 23:37.6 |

Au troisième concours de Ramsau am Dachstein c'est l'Allemand Björn Kircheisen qui remporte l'épreuve avec son premier podium individuel cette saison. Onzième après le saut, avec un bond de 91,0 m, Kircheisen s'est élancé au 10 km de ski de fond avec 18 secondes de retard derrière le détenteur du maillot jaune, le Français Jason Lamy-Chappuis, meneur après l'épreuve de saut. La seconde position, son deuxième podium du week-end, est détenue par la Norvégien Magnus Moan, qui a traversé la ligne d'arrivée 0,4 seconde derrière l'Allemand. L'Autrichien Felix Gottwald, lui aussi son deuxième podium du week-end, remporte la 3e position, 0,2 seconde derrière Moan. Lamy-Chappuis termine 8e, son moins bon résultat de la saison.

#### Quatrième étape à Oberhof

##### Gundersen – HS140 /10kmOberhof, 2 janvier 2010
| Rang | Nom                 | Temps   |
| ---- | ------------------- | ------- |
| 1    | Hannu Manninen      | 27:38.6 |
| 2    | Felix Gottwald      | 27:39.7 |
| 3    | Jason Lamy-Chappuis | 27:41.0 |

Absent de la compétition pendant le mois de décembre, le Finlandais Hannu Manninen remporte le premier concours de Oberhof. Huitième après les sauts, le quadruple champion du monde profite du 10 km et remporte sa 2e victoire de la saison. L'Autrichien Felix Gottwald, absent de la compétition les deux dernières saisons, croise le fil d'arrivée derrière le Finlandais. Meneur après les sauts, le détenteur du maillon jaune au classement général, le Français Jason Lamy-Chappuis termine troisième avec son 6e podium de la saison.

##### Gundersen – HS140 /10kmOberhof, 3 janvier 2010
| Rang | Nom                 | Temps   |
| ---- | ------------------- | ------- |
| 1    | Johnny Spillane     | 28:13.3 |
| 2    | Felix Gottwald      | 28:44.1 |
| 3    | Björn Kircheisen    | 28:52.4 |
| 4    | Jason Lamy-Chappuis | 28:54.9 |

Après avoir terminé deuxième à l'épreuve de saut, l'Américain Johnny Spillane a remporté le deuxième concours de Oberhof en menant un gros rythme dans le groupe de tête et a lâché un à un ses cinq compagnons de groupe. Il remporte la première victoire de sa carrière devant Felix Gottwald, déjà deuxième hier et Björn Kircheisen. Le leader de la Coupe du monde, Jason Lamy-Chappuis, parti à 15 secondes du groupe de tête, a attendu le retour du groupe mené par Felix Gottwald et a terminé quatrième au sprint. Il profite de la douzième place de Tino Edelmann pour accentuer son avance en tête du classement de la Coupe du monde.

#### Cinquième étape à Val di Fiemme

##### Gundersen – HS134 /10kmVal di Fiemme, 9 janvier 2010
| Rang | Nom                 | Temps   |
| ---- | ------------------- | ------- |
| 1    | Felix Gottwald      | 24:44.5 |
| 2    | Magnus Moan         | 24:45.3 |
| 3    | Eric Frenzel        | 24:46.5 |
| 10   | Jason Lamy-Chappuis | 25:00.0 |

Le premier concours de Val di Fiemme est remporté par l'ancien numéro un, l'Autrichien Felix Gottwald. Gottwald qui effectue un retour cette année depuis sa retraite en 2007, remporte ainsi sa première victoire en trois ans. Trente-septième après l'épreuve de saut, le Norvégien Magnus Moan fait forte impression en terminant tout juste 0.8 seconde derrière Gottwald. La troisième marche du podium est occupée par l'Allemand Eric Frenzel. Avec ce quatrième podium consécutif, Felix Gottwald s'installe en seconde position au classement général, 190 points derrière le leader, le Français Jason Lamy-Chappuis. Lamy-Chappuis termine la course en 10e position, son moins bon résultat de la saison.

##### Gundersen – HS134 /10kmVal di Fiemme, 10 janvier 2010
| Rang | Nom                 | Temps   |
| ---- | ------------------- | ------- |
| 1    | Bill Demong         | 33:49.9 |
| 2    | Todd Lodwick        | 34:05.2 |
| 3    | Eric Frenzel        | 34:14.0 |
| 7    | Jason Lamy-Chappuis | 34:44.4 |

L'américain Bill Demong remporte le deuxième concours de Val di Fiemme. Première victoire cette saison, Demong a devancé son compatriote Todd Lodwick au fil d'arrivée. Pour une deuxième journée consécutive, et pour la cinquième fois cette saison, l'Allemand Eric Frenzel termine en troisième position. L'épreuve de saut à skis a été annulée en raison d'un problème technique. Le départ de l'épreuve de ski de fond s'est basé sur les résultats d'un saut de réserve effectué le vendredi précédent. Septième, le leader au classement général, le Français Jason Lamy-Chappuis conserve la tête du classement général.

#### Sixième étape à Chaux-Neuve

##### Gundersen – HS100 /10kmChaux-Neuve, 16 janvier 2010
| Rang | Nom                 | Temps   |
| ---- | ------------------- | ------- |
| 1    | Magnus Moan         | 23:30.7 |
| 2    | Jason Lamy-Chappuis | 23:34.9 |
| 3    | Todd Lodwick        | 23:37.8 |

C'est devant son public que le Français Jason Lamy-Chappuis réussi le meilleur saut, 94,5 m au premier concours de Chaux-Neuve. Mais c'est le Norvégien Magnus Moan, 29e après l'épreuve de saut, qui a remporté ce concours avec une fulgurante remontée et devance au fil d'arrivée Lamy-Chappuis de 4 secondes et 2/10. Le double médaillé olympique des Jeux olympiques de Turin remporte ainsi sa première victoire de la saison. L'Américain Todd Lodwick, septième après l'épreuve de saut, franchi le fil d'arrivée 7 secondes 1/10 derrière l'Autrichien et monte sur la troisième marche du podium.

##### Gundersen – HS100 /10kmChaux-Neuve, 17 janvier 2010
| Rang | Nom                 | Temps   |
| ---- | ------------------- | ------- |
| 1    | Magnus Moan         | 24:10.8 |
| 2    | Jason Lamy-Chappuis | 24:11.8 |
| 3    | Mario Stecher       | 24:24.4 |

Au deuxième concours de Chaux-Neuve le Norvégien Magnus Moan se paie un doublé en emportant sa deuxième victoire consécutive. Le Français Jason Lamy-Chappuis, soulevé par son public a été le meneur des 9/10 de la course de ski de fond. Il est battu au sprint dans les derniers mètres par Moan et termine en deuxième position, 1 seconde derrière le Norvégien. Au troisième rang on retrouve l'Autrichien Mario Stecher à 13 secondes 6/10 du vainqueur. C'est le premier podium de l'hiver pour Stecher.
Les Finlandais, dont Hannu Manninen, et plusieurs Allemands, dont Tino Edelmann et Björn Kircheisen, ont renoncé à faire le voyage.

#### Septième étape à Schonach

##### Gundersen – HS96 /10kmSchonach, 23 janvier 2010 (Coupe de la Forêt-noire)
| Rang | Nom                 | Temps   |
| ---- | ------------------- | ------- |
| 1    | Jason Lamy-Chappuis | 21:34.5 |
| 2    | Pavel Churavý       | 21:36.6 |
| 3    | Alessandro Pittin   | 21:38.9 |

Au premier concours de Schonach, le meneur au classement de la Coupe du monde, le Français Jason Lamy-Chappuis a remporté la victoire et creuse son avance pour l'obtention du globe de cristal, remis au champion de la saison. Quatrième après l'épreuve de saut, Lamy-Chappuis est parti une seconde derrière les trois meneurs et a devancé au fil d'arrivée le Tchèque Pavel Churavý de 2 secondes et 1/10, remportant ainsi la  Coupe de la Forêt-noire. Avec cette seconde place, Churavý égalise son meilleur résultat en carrière à la Coupe du monde et porte son nombre de podiums à quatre. Terminé troisième, l'Italien Alessandro Pittin, qui avait débuté l'épreuve de ski de fond, tout comme Pavel Churavý, en pole position, a terminé quatre secondes et 4/10 derrière le Franc-Comtois Lamy-Chappuis. Au classement général de la Coupe du monde, Lamy-Chappuis compte désormais 380 points d'avance sur Felix Gottwald qui, à deux semaines des Jeux olympiques, n'a pas fait le déplacement, tout comme l'Américain Todd Lodwick, le Finlandais Hannu Manninen et le Norvégien Magnus Moan.

#### Huitième étape à Seefeld

##### Gundersen – HS100 /10kmSeefeld, 30 janvier 2010
| Rang | Nom                 | Temps   |
| ---- | ------------------- | ------- |
| 1    | Eric Frenzel        | 26:23.1 |
| 2    | Mario Stecher       | 26:55.7 |
| 3    | Akito Watabe        | 27:06.8 |
|      |                     |         |
| -    | Jason Lamy-Chappuis | -       |

En guise de préparation aux Jeux olympiques de Vancouver, le premier concours de Seefeld s'est déroulé avec plusieurs absents, dont le détenteur du maillot jaune au classement de la Coupe du monde le français Jason Lamy-Chappuis. Après plusieurs podium en troisième position cette année, c'est l'Allemand Eric Frenzel qui remporte sa première compétition de la saison, la deuxième de sa carrière. Premier après l'épreuve de saut, Frenzel conserve son avance au ski de fond et croise le fil d'arrivée 32 secondes et 6/10 devant l'Autrichien Mario Stecher. En troisième position, le Japonais Akito Watabe, champion du monde en épreuve par équipe aux Championnats du monde de ski nordique 2009 à Liberec, remporte son premier podium en Coupe du monde. Le second au classement général et favori à ce concours, l'Autrichien Felix Gottwald termine en sixième position. Lamy-Chappuis pourrait remporter le Globe de cristal dès le prochain concours, à moins que Gottwald termine parmi les 5 premiers.

##### Gundersen – HS100 /10kmSeefeld, 31 janvier 2010
| Rang | Nom                 | Temps   |
| ---- | ------------------- | ------- |
| 1    | Mario Stecher       | 25:32.8 |
| 2    | Eric Frenzel        | 25:33.8 |
| 3    | Alessandro Pittin   | 25:35.0 |
|      |                     |         |
| -    | Jason Lamy-Chappuis | -       |

Au second concours de Seefeld, c'est l'Autrichien Mario Stecher qui remporte sa première victoire de la saison, sa dixième en carrière. Neuvième après l'épreuve de saut, Stecher s'élance au ski de fond 47 secondes derrière le meneur pour conclure la course de 10 km en 25 minutes, 32 secondes et 8/10. L'Allemand Eric Frenzel mène la course jusqu'aux deux derniers kilomètres, pour finalement terminer en seconde position, à une seconde du vainqueur. La troisième place va à l'Italien Alessandro Pittin, à 2 secondes et 2/10. En terminant en cinquième, l'Autrichien Felix Gottwald est en seconde place du classement général avec 295 points que le leader, le Français Jason Lamy-Chappuis. Il existe toujours une possibilité mathématique, mais pour remporter le Globe de cristal, l'Autrichien devrait remporter les trois derniers concours et espérer que Lamy-Chappuis ne participe à aucune course.

#### Neuvième étape à Lahti

##### Gundersen – HS130 /10kmLahti, 5 mars 2010
| Rang | Nom                 | Temps   |
| ---- | ------------------- | ------- |
| 1    | Magnus Moan         | 25:20.3 |
| 2    | Hannu Manninen      | 25:22.6 |
| 3    | Tino Edelmann       | 25:27.5 |
|      |                     |         |
| 10   | Jason Lamy-Chappuis | 26:04.9 |

Le premier concours de Lahti se solde par la victoire du Norvégien Magnus Moan. Trentième après l'épreuve de saut, il s'élance avec 1 minute, 32 secondes de retard sur l'Autrichien Bernhard Gruber et s'impose au sprint en 25 minutes, 20 secondes et 3/10 devant le Finlandais Hannu Manninen et l'Allemand Tino Edelmann. Le Français Jason Lamy-Chappuis, en terminant dixième de cette épreuve, s'adjuge mathématiquement le globe de cristal de la discipline à deux épreuves de la fin.

##### Gundersen – HS130 /10kmLahti, 6 mars 2010
| Rang | Nom                 | Temps   |
| ---- | ------------------- | ------- |
| 1    | Hannu Manninen      | 25:08.6 |
| 2    | Felix Gottwald      | 25:37.0 |
| 3    | Jason Lamy-Chappuis | 25:44.5 |

#### Dixième étape à Oslo

##### Gundersen – HS134 /10kmOslo, 14 mars 2010
| Rang | Nom                 | Temps   |
| ---- | ------------------- | ------- |
| 1    | Jason Lamy-Chappuis | 25:58.3 |
| 2    | Felix Gottwald      | 26:12.8 |
| 3    | Magnus Moan         | 26:29.1 |

Après l'épreuve par équipes disputée la veille, et remportée par l'équipe de Norvège, c'est le leader de la coupe du monde, Jason Lamy-Chappuis, qui s'impose en solitaire sur le stade d'Oslo, devant le roi de Norvège, reléguant son premier poursuivant, l'autrichien Felix Gottwald, à plus de 14 secondes.

## Calendrier
| 1 — 2. Kuusamo (28 novembre 2009 - 29 novembre 2009)                            |                           |                                                                    |                                                                              |                                                                           |                             |
| Date                                                                            | Épreuve                   | Vainqueur                                                          | Deuxième                                                                     | Troisième                                                                 | Leader de la coupe du monde |
| 28 novembre 2009                                                                | Gundersen – HS142 / 10 km | J. Lamy-Chappuis                                                   | Hannu Manninen                                                               | Eric Frenzel                                                              | Anssi Koivuranta            |
| 29 novembre 2009                                                                | Gundersen – HS142 / 10 km | Hannu Manninen                                                     | Tino Edelmann                                                                | Eric Frenzel                                                              | J. Lamy-Chappuis            |
| 3 — 4. Lillehammer (5 décembre 2009 - 6 décembre 2009)                          |                           |                                                                    |                                                                              |                                                                           |                             |
| Date                                                                            | Épreuve                   | Vainqueur                                                          | Deuxième                                                                     | Troisième                                                                 | Leader de la coupe du monde |
| 5 décembre 2009                                                                 | Gundersen – HS140 / 10 km | J. Lamy-Chappuis                                                   | Petter Tande                                                                 | Eric Frenzel                                                              | Hannu Manninen              |
| 6 décembre 2009                                                                 | Gundersen – HS140 / 10 km | Tino Edelmann                                                      | Anssi Koivuranta                                                             | J. Lamy-Chappuis                                                          | J. Lamy-Chappuis            |
| 5 — 6. Harrachov (12 décembre 2009 - 13 décembre 2009)                          |                           |                                                                    |                                                                              |                                                                           |                             |
| Date                                                                            | Épreuve                   | Vainqueur                                                          | Deuxième                                                                     | Troisième                                                                 | Leader de la coupe du monde |
| 12 décembre 2009                                                                | Équipe – HS142 / 4 × 5 km | Épreuves annulées en raison du manque de neige                     | Épreuves annulées en raison du manque de neige                               | Épreuves annulées en raison du manque de neige                            | J. Lamy-Chappuis            |
| 13 décembre 2009                                                                | Gundersen – HS142 / 10 km | Épreuves annulées en raison du manque de neige                     | Épreuves annulées en raison du manque de neige                               | Épreuves annulées en raison du manque de neige                            | J. Lamy-Chappuis            |
| 7 — 9. Ramsau am Dachstein (18 décembre 2009 - 20 décembre 2009)                |                           |                                                                    |                                                                              |                                                                           |                             |
| Date                                                                            | Épreuve                   | Vainqueur                                                          | Deuxième                                                                     | Troisième                                                                 | Leader de la coupe du monde |
| 18 décembre 2009                                                                | Gundersen – HS98 / 10 km  | J. Lamy-Chappuis                                                   | Felix Gottwald                                                               | Magnus Moan                                                               | J. Lamy-Chappuis            |
| 19 décembre 2009                                                                | Gundersen – HS98 / 10 km  | J. Lamy-Chappuis                                                   | Tino Edelmann                                                                | Alessandro Pittin                                                         | J. Lamy-Chappuis            |
| 20 décembre 2009                                                                | Gundersen – HS98 / 10 km  | Björn Kircheisen                                                   | Magnus Moan                                                                  | Felix Gottwald                                                            | J. Lamy-Chappuis            |
| 10 — 11. Oberhof (2 janvier 2010 - 3 janvier 2010)                              |                           |                                                                    |                                                                              |                                                                           |                             |
| Date                                                                            | Épreuve                   | Vainqueur                                                          | Deuxième                                                                     | Troisième                                                                 | Leader de la coupe du monde |
| 2 janvier 2010                                                                  | Gundersen – HS140 / 10 km | Hannu Manninen                                                     | Felix Gottwald                                                               | Jason Lamy-Chappuis                                                       | J. Lamy-Chappuis            |
| 3 janvier 2010                                                                  | Gundersen – HS140 / 10 km | Johnny Spillane                                                    | Felix Gottwald                                                               | Björn Kircheisen                                                          | J. Lamy-Chappuis            |
| 12 — 13. Val di Fiemme (9 janvier 2010 - 10 janvier 2010)                       |                           |                                                                    |                                                                              |                                                                           |                             |
| Date                                                                            | Épreuve                   | Vainqueur                                                          | Deuxième                                                                     | Troisième                                                                 | Leader de la coupe du monde |
| 9 janvier 2010                                                                  | Gundersen – HS134 / 10 km | Felix Gottwald                                                     | Magnus Moan                                                                  | Eric Frenzel                                                              | J. Lamy-Chappuis            |
| 10 janvier 2010                                                                 | Gundersen – HS134 / 10 km | Bill Demong                                                        | Todd Lodwick                                                                 | Eric Frenzel                                                              | J. Lamy-Chappuis            |
| 14 — 15. Chaux-Neuve (16 janvier 2010 - 17 janvier 2010)                        |                           |                                                                    |                                                                              |                                                                           |                             |
| Date                                                                            | Épreuve                   | Vainqueur                                                          | Deuxième                                                                     | Troisième                                                                 | Leader de la coupe du monde |
| 16 janvier 2010                                                                 | Gundersen – HS100 / 10 km | Magnus Moan                                                        | J. Lamy-Chappuis                                                             | Todd Lodwick                                                              | J. Lamy-Chappuis            |
| 17 janvier 2010                                                                 | Gundersen – HS100 / 10 km | Magnus Moan                                                        | J. Lamy-Chappuis                                                             | Mario Stecher                                                             | J. Lamy-Chappuis            |
| 16 — 17. Schonach (Coupe de la Forêt-noire - 23 janvier 2010 - 24 janvier 2010) |                           |                                                                    |                                                                              |                                                                           |                             |
| Date                                                                            | Épreuve                   | Vainqueur                                                          | Deuxième                                                                     | Troisième                                                                 | Leader de la coupe du monde |
| 23 janvier 2010                                                                 | Gundersen – HS96 / 10 km  | J. Lamy-Chappuis                                                   | Pavel Churavý                                                                | Alessandro Pittin                                                         | J. Lamy-Chappuis            |
| 24 janvier 2010                                                                 | Équipe – HS96 / 4 × 5 km  | AllemagneGeorg Hettich Eric Frenzel Björn Kircheisen Tino Edelmann | FranceSébastien Lacroix Maxime Laheurte Jonathan Felisaz Jason Lamy-Chappuis | AutricheLukas Klapfer Wilhelm Denifl Marco Pichlmayer Tobias Kammerlander | J. Lamy-Chappuis            |
| 18 — 19. Seefeld (30 janvier 2010 - 31 janvier 2010)                            |                           |                                                                    |                                                                              |                                                                           |                             |
| Date                                                                            | Épreuve                   | Vainqueur                                                          | Deuxième                                                                     | Troisième                                                                 | Leader de la coupe du monde |
| 30 janvier 2010                                                                 | Gundersen – HS100 / 10 km | Eric Frenzel                                                       | Mario Stecher                                                                | Akito Watabe                                                              | J. Lamy-Chappuis            |
| 31 janvier 2010                                                                 | Gundersen – HS100 / 10 km | Mario Stecher                                                      | Eric Frenzel                                                                 | Alessandro Pittin                                                         | J. Lamy-Chappuis            |
| 20 — 21. Lahti (5 mars 2010 - 6 mars 2010)                                      |                           |                                                                    |                                                                              |                                                                           |                             |
| Date                                                                            | Épreuve                   | Vainqueur                                                          | Deuxième                                                                     | Troisième                                                                 | Leader de la coupe du monde |
| 5 mars 2010                                                                     | Gundersen – HS130 / 10 km | Magnus Moan                                                        | Hannu Manninen                                                               | Tino Edelmann                                                             | J. Lamy-Chappuis            |
| 6 mars 2010                                                                     | Gundersen – HS130 / 10 km | Hannu Manninen                                                     | Felix Gottwald                                                               | Jason Lamy-Chappuis                                                       | J. Lamy-Chappuis            |
| 22 — 23. Oslo (13 mars 2010 - 14 mars 2010)                                     |                           |                                                                    |                                                                              |                                                                           |                             |
| Date                                                                            | Épreuve                   | Vainqueur                                                          | Deuxième                                                                     | Troisième                                                                 | Leader de la coupe du monde |
| 13 mars 2010                                                                    | Équipe – HS134 / 4 × 5 km | NorvègePetter Tande Mikko Kokslien Jan Schmid Magnus Moan          | AutricheBernhard Gruber David Kreiner Felix Gottwald Mario Stecher           | AllemagneJohannes Rydzek Georg Hettich Eric Frenzel Tino Edelmann         | J. Lamy-Chappuis            |
| 14 mars 2010                                                                    | Gundersen – HS134 / 10 km | J. Lamy-Chappuis                                                   | Felix Gottwald                                                               | Magnus Moan                                                               | J. Lamy-Chappuis            |